# Военная концепция
Военная концепция — система взаимосвязанных взглядов на проблематику ведения военных действий, осуществления военной политики или военного строительства, которая устанавливается государством, общественным движением, партией или другой политической организацией для формализации своего отношения к военному делу или военной деятельности.
Другой источник даёт следующее определение Военной концепции, это совокупность теоретических и практических установок на определенный период времени, определяющих характер, возможные пути и способы решения назревших текущих и перспективных военно-политических проблем (крупных военно-политических задач).
Как правило, военная концепция отражает взгляды её создателей на военно-политическую обстановку в стране и в международном окружении, а также — к факторам, которые на неё влияют. Как следствие, любая военная концепция имеет конкретно-исторический и преходящий характер.

## История
В 1742 году Луи Франсуа́ Арма́н де Виньеро дю Плесси́, герцог де Ришельё предложил Людовику XV новую военную концепцию. Военная концепция Ришельё сводилась к тому, чтобы достичь победы с помощью мощного линейного огня по позициям противника. Ришельё полагал, что идеальной стратегией было бы «вычисление без боя победителей и побеждённых» — с помощью расчёта тех позиций, которые занимают противники до сражения, а также их огневой мощи. Основную ставку Ришельё делал на «линейную атаку» — последовательный артиллерийский и ружейный залп первой, второй, третьей колонны и тому подобное. Только после такой атаки Ришельё считал возможным атаковать позиции противника. Такой подход хорошо вписывался в стиль «ограниченных войн» XVIII века. В военной науке появились термины «колонны Ришельё» и «смычка колонн Ришельё».
10 мая 2021 года министры иностранных дел государств-членов Европейского союза (ЕС) поручили главе европейской дипломатии Жозепу Боррелю к ноябрю этого же  года представить проект первой европейской военной концепции под названием «Стратегический компас ЕС».

## Семантические варианты
В том случае, если военная концепция имеет самый общий вид, раскрывая приоритетность целей военной политики и давая содержательное описание путей обеспечения военной безопасности, то её нередко отождествляют с понятиями военной доктрины и военно-политической стратегии. В большинстве случаев военная концепция обращена к определённому объекту и имеет средний уровень обобщения, например: концепция войны, концепция армии, концепция вооружённой борьбы и тому подобное. В самом узком смысле под понятием военной концепции понимается формулировка относительно частной идеи построения, подготовки и использования вооружённых сил.

## Классификация
В зависимости от предметной области, её природы и характера затрагиваемых проблем выделяют три вида военных концепций:
- военно-политические концепции[7], которые занимаются оценкой роли, места и пределов применимости военного насилия в международных отношениях и политике государства;
- военно-стратегические концепции[8], которые определяют цели, задачи и способы их решения, а также методологию строительства и использования вооружённых сил, организацию и ведение вооружённой борьбы, подготовку страны к военному времени и тому подобное;
- военно-технические концепции[9], которые задают направления при развитии различных видов вооружения и способов их применения.